# Hermine Sterler
Hermine Sterler (* 20. März 1894 in Cannstatt; † 25. Mai 1982 in Stuttgart) war eine deutsche Schauspielerin.

## Leben
Sie gab ihr Debüt 1918 am Residenztheater Hannover und kam später nach Berlin. Dort trat sie unter anderem am Kleinen Theater auf. Sie agierte im Rollenfach der Salondame und wurde ab 1921 häufig beim deutschen Stummfilm eingesetzt. Hier verkörperte sie frühzeitig Ehefrauen und Mütter, 1931/32 in Rasputin stellte sie die Zarin Alexandra dar.
Aufgrund der Machtergreifung der Nationalsozialisten wich die Jüdin 1933 nach Wien aus, wo sie sowohl am Theater wie beim Film weiterarbeiten konnte. Der Anschluss Österreichs beendete auch hier ihre künstlerische Laufbahn.
Hermine Sterler konnte sich nach London absetzen und gelangte von dort in die USA. Der ebenfalls emigrierte Filmregisseur Wilhelm Dieterle gab ihr in seiner Biografie Paul Ehrlich – Ein Leben für die Forschung die erste Filmrolle in Amerika.
Während des Zweiten Weltkrieges und danach wirkte sie in einigen Hollywood-Produktionen mit, wo sie in meist sehr kleinen Rollen deutsche oder andere europäische Frauen darstellte. In dem Anti-Nazifilm The Hitler Gang verkörperte sie die Ehefrau von Ernst Hanfstaengl. Zuletzt war sie in Mein Vater, der Schauspieler unter der Regie von Robert Siodmak 1956 noch einmal in einem deutschen Film zu sehen. Ihren letzten Filmauftritt hatte sie 1966 in Alfred Hitchcocks Der zerrissene Vorhang als alte Frau, die in einen Bus einsteigt, und damit unwissentlich in einen Spionagefall hineingezogen wird.

## Filmografie (Auswahl)
- 1921: Die Hexe
- 1922: Der böse Geist Lumpaci Vagabundus
- 1922: Die fünf Frankfurter
- 1922: Das Liebesnest
- 1923: Der Mann mit der eisernen Maske
- 1923: Paganini
- 1925: Hanseaten
- 1926: Menschen untereinander
- 1926: Die Waise von Lowood
- 1926: Die Unehelichen
- 1927: Deutsche Frauen – Deutsche Treue
- 1927: Das Schicksal einer Nacht
- 1927: Prinz Louis Ferdinand
- 1928: Frau Sorge
- 1928: Heut’ spielt der Strauss
- 1928: Der Ladenprinz
- 1928: Die Republik der Backfische
- 1928: Die Sünderin
- 1928: Adam und Eva
- 1928: Mädchenschicksale
- 1928: Die blaue Maus
- 1928: Das Fräulein aus Argentinien
- 1929: Der Held aller Mädchenträume
- 1929: Das Mädel aus der Provinz
- 1930: Der Andere
- 1930: Namensheirat
- 1930: Das Recht auf Liebe
- 1930: Gaukler (Les saltimbanques)
- 1930: Die Somme
- 1930: Zwei Menschen
- 1930: Zärtlichkeit
- 1930: Mary
- 1931: Ich geh’ aus und Du bleibst da
- 1931: 24 Stunden aus dem Leben einer Frau
- 1931: Der Raub der Mona Lisa
- 1932: Rasputin
- 1932: Eine von uns
- 1932: Das erste Recht des Kindes
- 1932: Hasenklein kann nichts dafür
- 1932: Mieter Schulze gegen alle
- 1933: Abenteuer am Lido
- 1933: Frühlingsstimmen
- 1934: Kleine Mutti
- 1934: The Unfinished Symphony
- 1935: Alles für die Firma
- 1939: Scandal Sheet
- 1939: My Son Is Guilty
- 1940: Paul Ehrlich – Ein Leben für die Forschung (Dr. Ehrlich’s Magic Bullet)
- 1941: Shining Victory
- 1941: So Ends Our Night
- 1942: Kings Row
- 1942: Reunion in France
- 1942: This Gun for Hire
- 1942: Nazi Agent
- 1942: Secret Agent of Japan
- 1943: Hostages
- 1943: Women in Bondage
- 1944: The Hitler Gang
- 1944: They Live in Fear
- 1945: Betrayal From the East
- 1946: Auf Messers Schneide (The Razor’s Edge)
- 1946: Gehaßt, gejagt, gefürchtet (Renegades)
- 1947: Goldene Ohrringe (Golden Earrings)
- 1947: Der parfümierte Killer (Railroaded!)
- 1948: Brief einer Unbekannten (Letter from an Unknown Woman)
- 1948: Berlin-Expreß (Berlin Express)
- 1953: Wie angelt man sich einen Millionär? (How to Marry a Millionaire)
- 1956: Mein Vater, der Schauspieler
- 1957: Kelly and Me
- 1966: Der zerrissene Vorhang (Torn Curtain)